# Jean Paul Getty
Jean Paul Getty (ur. 15 grudnia 1892 w Minneapolis, zm. 6 czerwca 1976 w Londynie) – amerykański przedsiębiorca, założyciel Getty Oil Company. W chwili śmierci jego majątek był oceniany na 2 mld USD. Kolekcjoner. W 1954 roku powołał do życia fundusz powierniczy, który prowadzi J. Paul Getty Museum w Los Angeles.

## Życiorys
Urodził się w rodzinie milionera i potentata naftowego George’a Getty’ego. Absolwent Uniwersytetu Południowej Kalifornii i Uniwersytetu Kalifornijskiego w Berkeley. Pracował w firmie ojca, zajmując się wydobywaniem ropy w Oklahomie. W latach wielkiego kryzysu kupował przedsiębiorstwa, tworząc koncern Getty Oil. Po II wojnie światowej zainwestował w pola naftowe na granicy Kuwejtu i Arabii Saudyjskiej, co przyniosło mu miliardową fortunę. W sumie kontrolował około 200 przedsiębiorstw. W latach 50. przeniósł się do Wielkiej Brytanii, gdzie zmarł w 1976 roku.
W 1954 roku otworzył galerię sztuki przylegającą do jego domu w Pacific Palisades w Los Angeles. W 1974 roku wybudował obok niej Getty Villa stanowiącą część J. Paul Getty Museum. W 1997 roku otwarto drugą część muzeum, znaną jako Getty Center.
Pięciokrotnie żonaty, miał pięciu synów. Autor dziewięciu książek.

## Literatura
- Ralph Hewins The Richest American: J. Paul Getty, New York: Dutton, 1960
- Robina Lund The Getty I Knew, Kansas City: Sheed Andrews and McMeel, 1977. ISBN 0-8362-6601-3.
- Miller, Russell The House of Getty, New York: Henry Holt, 1985 ISBN 0-8050-0023-2.
- Somerset Struben de Chair Getty on Getty: a man in a billion, London: Cassell, 1989. ISBN 0-304-31807-8.
- John Pearson Painfully Rich: J. Paul Getty and His Heirs, London: Macmillan, 1995. ISBN 0-333-59033-3.